# SWAC

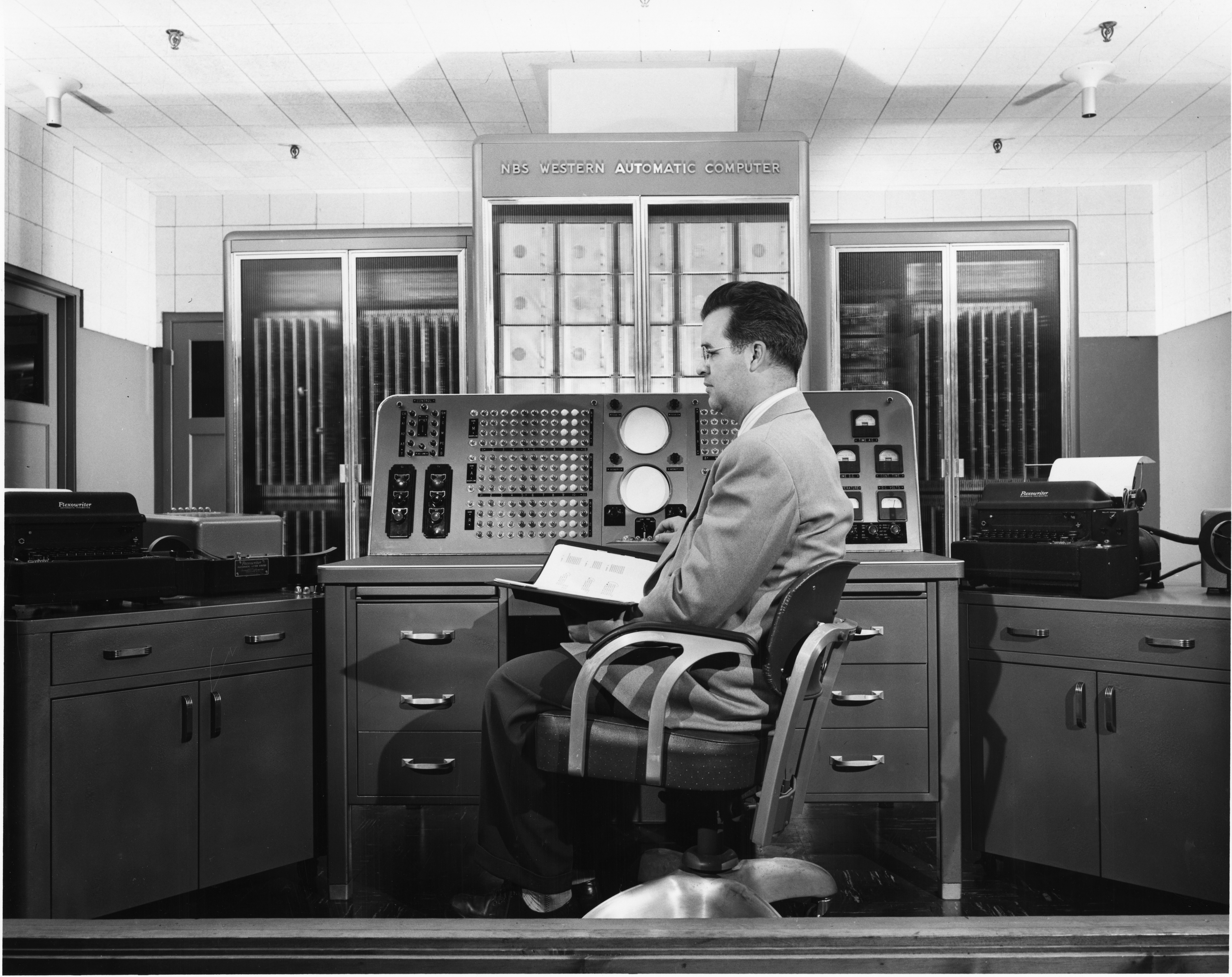
SWAC. Tubos de Williams atrás, no centro

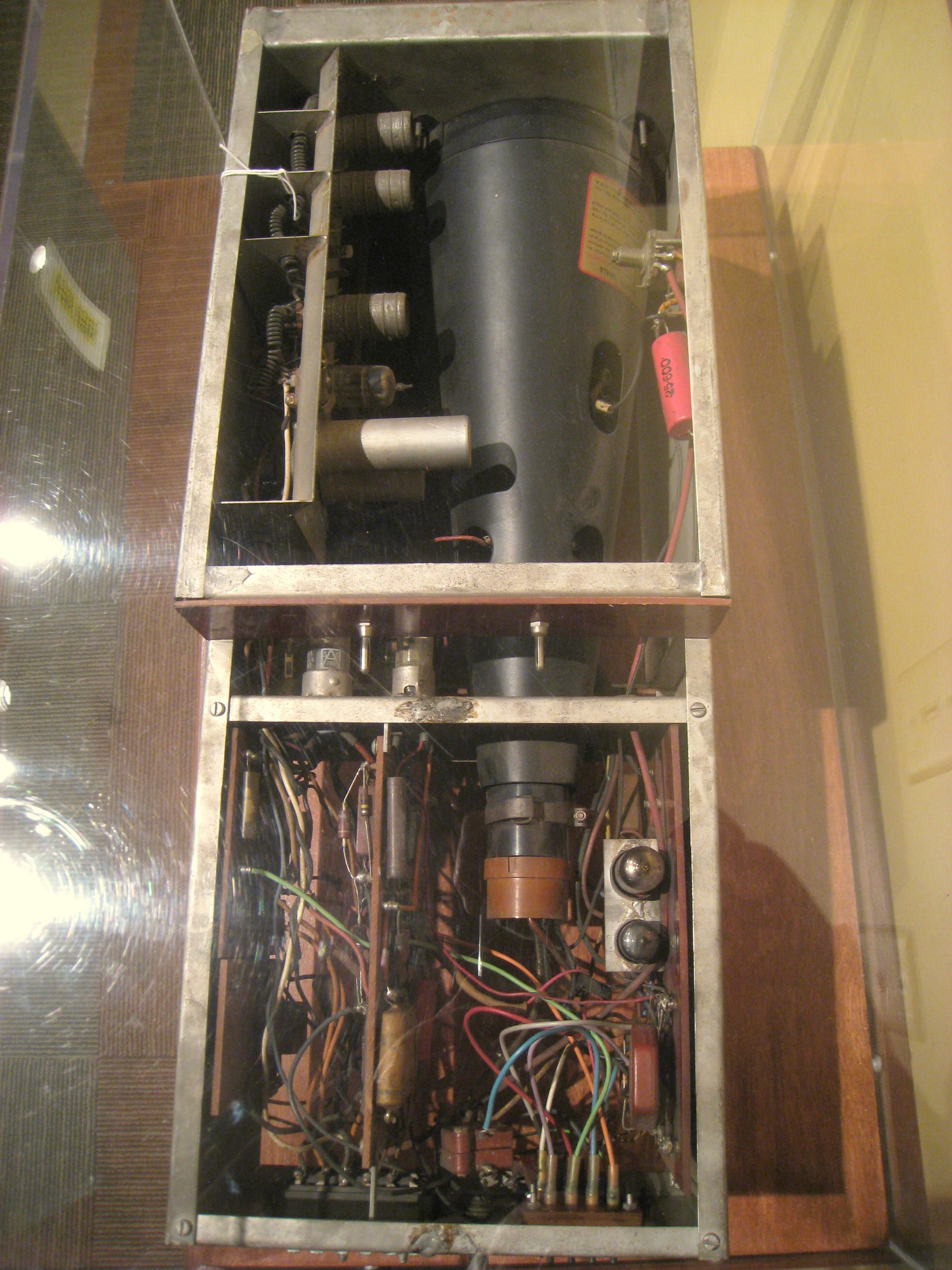
Unidade de memória tubo de Williams no SWAC

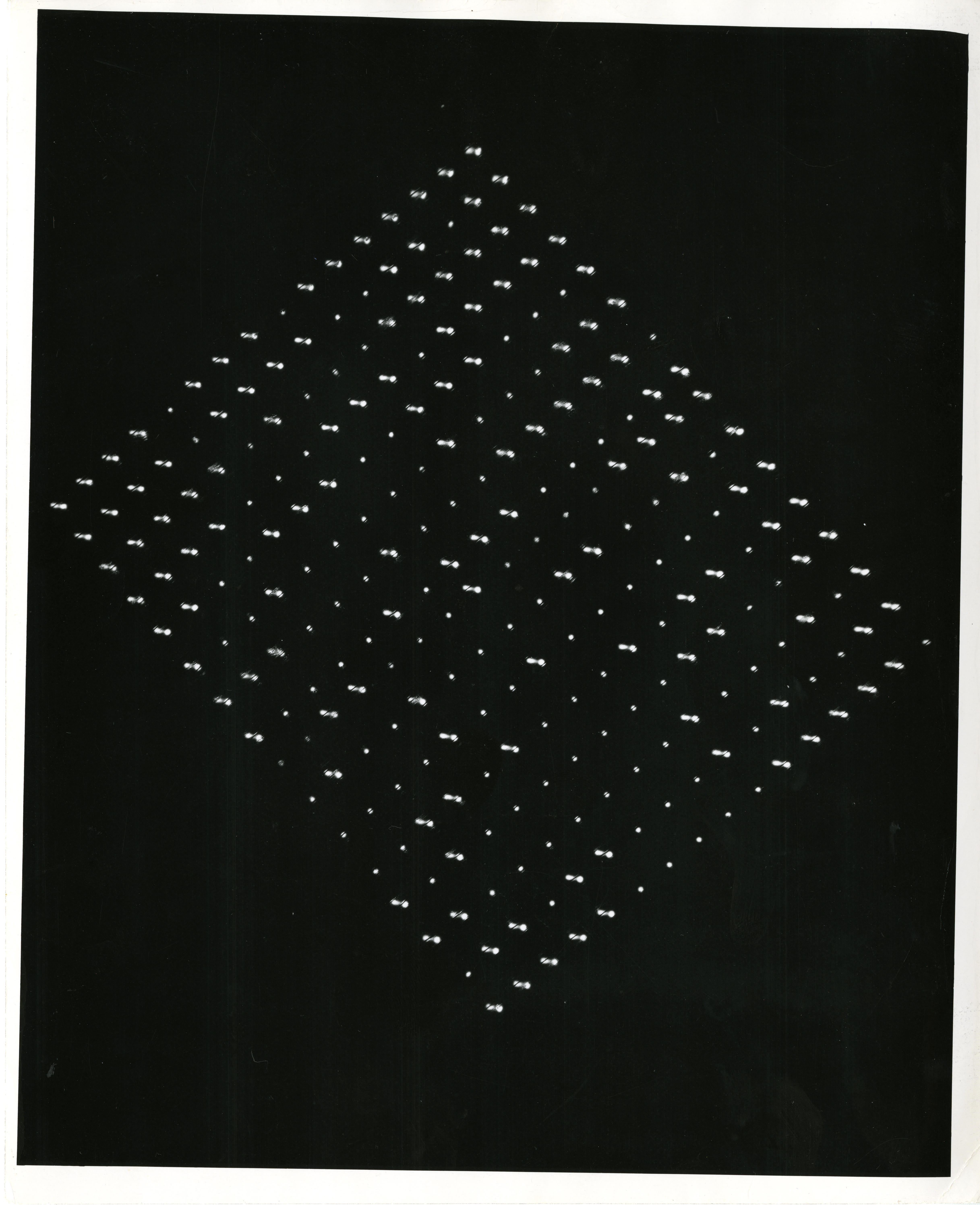
Padrão de memória do SWAC (tubos Williams CRT)

O SWAC (Standards Western Automatic Computer) foi um dos primeiros computadores digitais eletrônicos, construído em 1950 pelo National Bureau of Standards (NBS) dos Estados Unidos em Los Angeles, Califórnia. Foi projetado por Harry Huskey. Assim como o SEAC, que foi construído na mesma época, o SWAC era um computador intermediário de pequena escala projetado para ser construído rapidamente e colocado em operação enquanto o NBS aguardava a conclusão de computadores mais poderosos (em particular o RAYDAC, da Raytheon Technologies).
A máquina usava 2.300 tubos de vácuo. Tinha 256 palavras de memória, usando tubos de Williams, com cada palavra sendo 37 bits. Tinha apenas sete operações básicas: adição, subtração e multiplicação (versões de precisão simples e precisão dupla); comparação, extração de dados, entrada e saída. Vários anos depois foi adicionada memória de tambor.
Quando o SWAC foi concluído em agosto de 1950, era o computador mais rápido do mundo. Continuou mantendo esse status até que o computador IAS fosse concluído um ano depois. Adicionar dois números e armazenava o resultado em 64 microssegundos. Uma multiplicação semelhante levava 384 microssegundos. Foi usado pela NBS até 1954, quando o escritório de Los Angeles foi fechado, e depois pela Universidade da Califórnia em Los Angeles (UCLA) até 1967 (com modificações). Foi cobrado por hora US$ 40.
Em janeiro de 1952, Raphael Mitchel Robinson usou o SWAC para descobrir cinco números primos de Mersenne - os maiores números primos conhecidos na época, com 157, 183, 386, 664 e 687 dígitos.
O SWAC foi fundamental para os intensos cálculos necessários para a análise de raios X da estrutura da vitamina B12 feitos por Dorothy Hodgkin. Isto foi fundamental para Hodgkin receber o Nobel de Química de 1964.